# Манастир Секу
Манастир Секу, Манастир Секул у част Усековања главе Јована Крститеља је манастир Архиепископије Јаши Румунске православне цркве у општини Пипириг округа Њамц.

## Историја
Око 1500. године група пустињака настанила се у долини реке Секу на земљама које су феудално зависиле од тврђаве Њамц. Године 1530. под руководством јеросхимонаха Зосиме из Њамецког манастира подигли су манастир. Господар Петар IV Рареш је подигао цркву у Зосимовом скиту, који се налазио на месту тадашње гробљанске цркве. 1550. године владарева жена Елена и његови синови опасали су манастир зидом тврђаве. Године 1602. Нестор Урече, чувар Доње земље, са својом женом Митрофаном подигао је камену цркву у част Усековања главе Јована Крститеља, која је постала саборни храм манастира.
Музејска збирка манастира Секу обухвата велики број икона, рукописа и старих књига, везова, култних предмета од племенитих метала, организованих у виду сталне поставке непроцењиве вредности.
Игуман манастира јеромонах Гедеон подигао је 1640. године параклис Успења Пресвете Богородице у југоисточној кули. 1718. године, када су Турци порушили цркву Светог Николе у тврђави Њамц, на спољном зиду Успенског параклиса постављена је табла са грбом Молдавије са ове цркве, а 1758-1763, испод игумана јеросхимонаха Нифона, у манастиру Секул је подигнут дрвени параклис Светог Николаја Чудотворца, у спомен на ову цркву, која је стајала до 1821. године.
1775. Пајсије Величковски је постао игуман. Године 1779. преселио се у манастир Њамц, због чега је Секулски манастир био подређен Неаметском манастиру до 1910. године. Године 1821. Манастир Секул је страдао од непријатељстава између грчких побуњеника „Филики Етериа“ и Турака. Услед борби већи део манастира је изгорео, али је манастир убрзо обновљен. 1832. године, на месту старе цркве брвнаре уништене у пожару 1821. године, подигнута је нова камена црква на манастирском гробљу у част Рођења Јована Крститеља. Пре 1850. године, католикон је рестауриран са новим иконостасом и сликама које су израдили уметник Костак Лифсикар, његови ученици и уметник Тудораче Јонеску.
У периоду 1977-1984, у манастиру су обављени обимни рестаураторски радови. После 1989. године изграђена су два архондарика, капацитета до 250 ходочасника. Године 2000-2002, под руководством архимандрита Винсента, извршена је рестаурација живописа и иконостаса главне цркве, који су свечано освештани поводом прославе 400-годишњице манастира.